# Rozmowa albo Dyjalog około egzekucyjej Polskiej Korony
Rozmowa albo Dyjalog około egzekucyjej Polskiej Korony – dialog polemiczny Stanisława Orzechowskiego, wydany w Krakowie w 1563.
Utwór powstał w szczytowym okresie działalności ruchy egezkucyjnego. Jego tematem są zarówno kwestie ustroju państwa szlacheckiego, jak i sprawy religijne. Dzieło ma formę dialogu między Gospodarzem, Papieżnikiem (katolikiem) i Ewangelikiem (protestantem). Sytuacja rozmówców nie jest w utworze równorzędna. Na wypowiedzi Papieżnika Ewangelik często nie znajduje przekonujących argumentów. 